# Lina Medina
Lina Marcela Medina de Jurado (Ticrapo, 27 de septiembre de 1933) es la madre más joven confirmada de toda la historia: se convirtió en madre con 5 años, 7 meses y 21 días de edad.

## Embarazo
Sus padres, Tiburcio Medina y Victoria Loza, notaron que Lina (una de sus ocho hijos) tenía el vientre abultado y ante las supersticiones de sus vecinos (quienes decían que tenía una culebra dentro y culpaban del mal a Apu, el espíritu de los Andes) a mediados de abril de 1939 la llevó con los chamanes de la aldea, quienes creyeron que tenía un tumor y le aconsejaron que la llevara a Pisco, la ciudad más cercana.
El Dr. Gerardo Lozada la atendió y la llevó a Lima, la capital del Perú, donde especialistas atendieron a Lina, el Dr. Gerardo Lozada y el Dr. Rolando Colareta Landa, quien se encargó de la anestesia. Ambos la ayudaron. Fue un caso muy extraño por la condición tan precoz. A los 2 años y 8 meses de edad había empezado a menstruar. Había concebido a su hijo a la edad de 4 años y 8 meses.  Un mes después, el día 14 de mayo de 1939, Lina, de 5 años, 7 meses y 21 días de edad, dio a luz a un niño mediante una cesárea realizada por los cirujanos Dr. Lozada, Dr. Rolando Colareta y el Dr. Bussalleu.

## Gerardo Medina
Su hijo, Gerardo Medina (quien heredó el nombre del Doctor Lozada), pesó 2 700 gramos. Los abuelos rechazaron una oferta de viajar para ser exhibidos en la Feria Mundial de Nueva York (con gastos pagados y 4 000 dólares por mes). Pero aceptaron otra oferta de 5 000 dólares de un empresario estadounidense para que madre e hijo viajaran para ser investigados por científicos en Estados Unidos (la propuesta incluía un fondo que garantizaba su bienestar de por vida). Pero el gobierno peruano decretó que Lina y su hijo estaban en “peligro moral” y decidió crear una comisión especial para protegerla. En pocos meses abandonaron el caso y Lina nunca recibió dinero de ese empresario.
Su hijo fue criado creyendo que era el décimo hijo de sus abuelos, pero a la edad de diez años se enteró de que Lina no era su hermana sino su madre. Murió a los 40 años de edad a causa de mielofibrosis con metaplasia mieloide, enfermedad recurrente en casos de incesto.

## Identidad del padre
No se sabe quién fue el padre del niño. El padre de Lina, Tiburcio, estuvo preso varios días como sospechoso de violación. Cuando fue liberado, las sospechas recayeron sobre uno de los hermanos de Lina. En Perú se llegó a creer que Lina era una especie de Virgen María, que había concebido de forma virginal.

## Vida adulta
A los 33 años Lina Medina se casó con Raúl Jurado, con quien a los 38 años (en 1972) tuvo otro hijo, que emigró a Tijuana, México. Con Raúl Jurado construyeron una casa que fue demolida en la década de 1980 para construir una autopista. Raúl murió en 2008. Posteriormente Lina reside en Lima en el conocido  distrito de Surquillo.
El ginecólogo José Sandoval Paredes escribió acerca de ella en Madre a los cinco años, lo que en 2002 aceleró los trámites para que Lina recibiera finalmente una pensión vitalicia del Perú por 60 dólares mensuales desde octubre de 2012.